# Alianças na Grécia Antiga
Na Grécia Antiga, as diversas cidades-estado estabeleceram diverso tipos de alianças (ou ligas) ao longo da sua história, como a Aliança do Peloponeso, a Liga de Delos a Liga Aqueia e a Liga Etólia.
No final da primeira Guerra do Peloponeso, foram estabelecidas, primeiro uma trégua olímpica (ekekeiría) e, posteriormente, uma spondaí ou tratado de paz com vigência durante 50 anos.
Dois tipos de aliança se configuraram então:
- a Simaquia - aliança ofensiva e defensiva, em que as partes se comprometiam a ter os mesmos "amigos e inimigos" durante 50 anos.
- a Epimaquia - aliança somente defensiva, nascida em resposta a uma agressão comum.